# Zoran Banović
Zoran Banović (serbisch-kyrillisch Зоран Бановић; * 14. Oktober 1974 in Nikšić, SFR Jugoslawien) ist ein ehemaliger  montenegrinisch-serbischer Fußballspieler und heutiger Torwarttrainer.

## Spielerkarriere

### Vereine
Banović spielte als Torhüter erstmals im Seniorenbereich für den in seinem Geburtsort ansässigen FK Sutjeska Nikšić. Von 1997 bis 1999 kam er zunächst in der Druga liga, der zweithöchsten Spielklasse in der seinerzeitigen Bundesrepublik Jugoslawien zum Einsatz. Von 1999 bis 2002 war er mit seiner Mannschaft in der höchsten Spielklasse vertreten. Am 4. Februar 2003 wurde die Bundesrepublik Jugoslawien durch die Staatengemeinschaft Serbien und Montenegro ersetzt, einhergehend und auf den Fußball bezogen erfolgte im Vorfeld zu dem Ereignis damit auch die Gründung einer eigenständigen Liga, die Prva liga Srbije i Crne Gore. In dieser spielte Banović von 2002 bis 2004.
Von 2004 bis 2008 gehörte er dem FK Roter Stern Belgrad an, die letzten beiden Saisons – nach Auflösung der Staatengemeinschaft im Jahr 2006 – in der Prva Crnogorska Liga, der höchsten Spielklasse im montenegrinischen Fußball.
Zum 1. Juli 2008 wechselte er ablösefrei zum griechischen Zweitligisten Olympiakos Volos, den er ohne Ligaeinsatz zum Jahresende verließ. Danach wechselte er erneut ablösefrei zum bulgarischen Erstligisten Spartak Warna, für den er sieben Punktspiele bestritt. In seine Heimat Montenegro zurückgekehrt, spielte er zunächst in Ulcinj für den dort ansässigen FK Otrant Ulcinj – allerdings nur fünfmal. Danach war er vom 1. Juli bis 31. Dezember 2010 Spieler des Liganeulings FK Mornar Bar, bevor sich in die Hauptstadt begab. Für den FK Budućnost Podgorica spielte er in der Rückrunde der Saison 2010/11 sechsmal und trug somit zum zweiten Platz in der Meisterschaft bei. In den letzten beiden Jahren seiner Spielerkarriere bestritt er 59 Punktspiele für den FK Čelik Nikšić, 26 in der zweiten Liga, 33 in der ersten Liga.

### Nationalmannschaft
Banović bestritt am 28. April 2004 sein einziges Länderspiel für die Nationalmannschaft Serbien-Montenegro. Das Freundschaftsländerspiel gegen die Nationalmannschaft Irlands endete im Windsor Park 1:1 unentschieden.

## Trainerkarriere
Nach dem Erwerb der Trainerlizenz Stufe B war Banović von 2013 bis 2015 Torwarttrainer des FK Budućnost Podgorica. Vom 1. Mai bis 5. November 2015 übte er die Funktion in al-Hasa beim dort ansässigen saudi-arabischen Erstligisten Hajer FC aus. In seine Heimat zurückgekehrt, war er in der Saison 2016/17 als Torwarttrainer beim FK Sutjeska Nikšić. Erneut im Ausland, trainierte er in der Saison 2017/18 die Torhüter des libyschen Erstligisten Al-Ahly Tripolis, in der Saison 2018/19 die Torhüter des irakischen Erstligisten al-Shorta SC aus Bagdad und hatte mit seiner Tätigkeit Anteil an der 2019 errungenen Meisterschaft. Anteil am tunesischen Pokalsieg 2019 hatte er während seiner Zeit vom 15. Juli bis 5. Oktober beim CS Sfax. Vom  1. Dezember 2019 bis zum 4. September 2024 war er als Torwarttrainer des katarischen Erstligisten al-Ahli SC tätig.

## Erfolge
Spieler
- Serbischer Meister: 2006, 2007
- Serbischer Pokal-Sieger 2006, 2007
- Montenegrinischer Pokal-Sieger 2012

Torwarttrainer
- Irakischer Meister: 2019
- Tunesischer Pokalsieger: 2019